# 2045 initiative
 (septembre 2015).
Si vous disposez d'ouvrages ou d'articles de référence ou si vous connaissez des sites web de qualité traitant du thème abordé ici, merci de compléter l'article en donnant les références utiles à sa vérifiabilité et en les liant à la section « Notes et références ».
2045 initiative, pouvant être traduit par "l'Initiative 2045" est une organisation à but non lucratif qui développe un réseau et une communauté de chercheurs dans le domaine de la prolongation de la vie. Elle a été fondée par l'entrepreneur russe Dmitry Itskov (en) en février 2011. Elle s'inscrit dans le mouvement du transhumanisme et du mind uploading.

## Projet Avatar

### Avatar A (2015-2020)
2020 : Un avatar (robot) copie conforme du corps humain sera pilotable via une interface neuronale directe.

### Avatar B (2020-2025)
2025 : Un avatar dans lequel sera transféré un cerveau humain

### Avatar C (2030-2035)
2035 : Un avatar avec un cerveau artificiel dans lequel sera placée une conscience humaine.

### Avatar D (2040-2045)
2045 : Un avatar holographique